# Agrogaster coneae
Agrogaster coneae är en svampart som beskrevs av D.A. Reid 1986. Agrogaster coneae ingår i släktet Agrogaster och familjen Bolbitiaceae.   Inga underarter finns listade i Catalogue of Life.